# John Islay, Conte di Ross
John Islay Conte di Ross (1434 – Dundee, 1503) Fu un magnate scozzese vissuto nel tardo medioevo.
Venne creato conte di Ross, nominato Signore delle Isole e venne messo a capo del Clan Donald. Quale Signore delle Isole John si pose in aperta ribellione con Giacomo III di Scozia che era di suo diritto sovrano delle Ebridi Esterne, il conflitto finì con un'umiliazione di John cui seguì una ribellione del suo figlio illegittimo Aonghas Óg. Quel che ne seguì fu un'amara guerra civile fra padre e figlio in cui le galee di John incontrarono quelle di Aonghas nella battaglia di Bloody Bay combattuta fra il 1480 e il 1483 nella quale John venne sconfitto. Dopo quello scontro John perse gtan parte del suo potere politico e la gestione del Clan Donald passò ad Aonghas che lo comandò fino al suo assassinio nel 1490 per mano del suo arpista. Nel 1493 Giacomo IV di Scozia pose fine all'indipendenza del Regno delle Isole e dieci anni dopo John morì senza essere troppo rimpianto, avendo vissuto abbastanza per vedere distrutto gran parte del proprio patrimonio familiare.

## L'unione disutile
John Islay nacque da Alexander di Islay, Conte di Ross e da Elizabeth Seton nel 1434, suo padre morì nel 1449 lasciandolo erede dei titoli e delle terre di famiglia a soli quindici anni.
Quando era ancora un ragazzo John venne costretto a sposare Elizabeth Livingstone, un'unione, come molte altre, concepita più per i benefici che poteva dare che per il coinvolgimento emotivo dei diretti interessati. Fra i due v'era anche una certa differenza a livello di storia familiare, se John proveniva da una famiglia con grandi patrimoni in termini di terre e titoli questo non valeva per Elizabeth. Suo padre era stato un eminente uomo politico durante la Reggenza per Giacomo II di Scozia, ma come proprietario terriero era tutto sommato trascurabile. John, dal canto suo, con tutte le persone che dipendenvano da lui affamate di cibo o di potere, pur con tutta la sua ricchezza, abbisognava di ingrandire ulteriormente i propri possedimenti. Questo matrimonio parve, quindi, quanto meno insolito per il futuro Signore delle Isole e sembra che John sia stato convinto ad assentire sulla base di una fumosa promessa fatta dal re. Quando però James Livingstone perse il proprio potere personale attorno al 1450, l'unica sua vera ricchezza, tale promessa sfumò misteriosamente, l'unione era però già avvenuta e infelice o felice che fosse non venne disfatta.

## L'ambivalente rapporto con il sovrano
Poco dopo la propria caduta James Livingstone si rifugiò dal genero e John, forse infuriato per la mancata fede alla promessa o per dimostrare la propria fedeltà al suocero si ribellò prendendo il castello di Inverness, quello di Urquarth e quello di Ruthven.
La rivolta di John non poteva avvenire in un momento migliore, Giacomo II era coinvolto in un'altra seria disputa con William Douglas, VIII conte di Douglas (1425-22 febbraio 1452) uno dei più potenti nobili della Scozia meridionale ed è probabilmente in questo periodo che va ascritta l'alleanza fra John e Douglas due uomini che difficilmente si sarebbero considerati alleati naturali. Non vi sono prove che loro due insieme ad Alexander Lindsay, IV conte di Crawford, intendessero deporre Giacomo, anche se taluni storici la ritengono un'ipotesi probabile. Se Giacomo prese per scontata o possibile quest'intenzione è possibile che volesse fare un'azione di forza e l'invito fatto a Douglas per vedersi al Castello di Stirling nel febbraio 1452 avrebbe potuto essere qualcosa di più, tanto che Douglas si presentò solo dopo aver ricevuto un salvancondotto. Il re chiese a Douglas di rompere il legame con John e Lindsay, ma questi rifiutò ed il sovrano in preda alla rabbia lo pugnalò a morte. Se il piano dei tre era davvero quello di detronizzarlo l'azione di Giacomo avrebbe tutt'un altro sapore rispetto a quello che andrebbe ad assumere, di mero delitto passionale, se si fosse trattato soltanto di un abbaglio.
John in ogni caso si dimostrò poco affranto per la perdita dell'alleato specie quando Giacomo chiuse un occhio sulla sua occupazione dei castelli settentrionali, le sue relazioni con la corona non subirono dissesti e nel 1455 egli non mosse dito per fermare la caduta dei Douglas e frenare la loro rovina, anzi ebbe in dono alcuni dei loro possedimenti situati sui confini.
Giacomo II morì piuttosto inaspettatamente vittima di uno dei suoi stessi cannoni nel 1460 lasciando il trono al piccolo Giacomo III di Scozia e fu quando lui crebbe che una proposta lo condusse alla rovina.

## La promessa senza valore
Fino ad allora il destino aveva arriso a John, aveva sfidato il re e aveva vinto andando ad estendere il proprio potere da Inverness fino ai confini con l'Inghilterra e se fosse morto in quel momento a nemmeno trent'anni sarebbe stato ricordato negli annali del Clan Donald, invece sopravvisse ed incappò in un clamoroso passo falso.
In Inghilterra gli yorkisti sotto la guida di Edoardo IV d'Inghilterra avevano cacciato Enrico VI d'Inghilterra esponente del Casato di Lancaster ed Enrico fu costretto a riparare in Scozia dove venne ben accolto. Edoardo quindi spedì James Douglas, VIII conte di Douglas (1426-1484), fratello dell'assassinato William, che dopo essere stato spogliato dei propri titoli nel 1455 aveva cercato riparo in Inghilterra in una missione diplomatica sulle Isole. John lo ricevette presso il castello di Ardtornish ed acconsentì a mandare alcuni dei suoi plenipotenziari a Londra, una mossa pericolosa perché, per quanto i suoi predecessori avessero tenuto contatti con gli inglesi non si erano comunque mai spinti a mandarli tanto lontano. Dal canto loro gli inglesi non avevano mai porto la mano ai Signori delle Isole quando costoro si erano trovati in difficoltà con la corona di Scozia e pareva piuttosto ovvio che Edoardo stesse cercando di creare una diversione, purtroppo John non lo comprese.
Nel 1462 i rappresentanti di John conclusero il Trattato di Westminster-Adtornish che considerava, niente meno, l'idea di conquistare e spartirsi la Scozia, John rese omaggio a Edoardo dietro la promessa di ottenere da lui tutti i territori scozzesi a nord del Forth. Tuttavia, i termini del trattato erano estremamente vaghi considerando i rischi che John si apprestava ad assumersi perché niente era specificato circa i tempi, la natura e la quantità di aiuti che gli inglesi avrebbero inviato. Per Edoardo, tuttavia, fu un successo diplomatico, con una minima spesa si era assicurato un ottimo diversivo nel nord della Scozia.
Prima ancora che l'accordo fosse siglato gli uomini di John avevano preso le armi sotto il comando di Aonghas Óg, figlio illegittimo di John. Inverness venne di nuovo presa e furono date istruzioni agli abitanti del nord di non obbedire agli ordini di Giacomo. Le fonti coeve sono scarse di informazioni e non sappiamo come la rivolta proseguì o come venne alla fine sottomessa dal sovrano, in ogni caso Edoardo ottenne ciò che voleva. Con dei disordini al nord e la paura di attacchi provenienti da sud Giacomo decise di lasciar cadere l'imbarazzante legame politico che lo univa a Enrico VI.
John a quel punto dovette realizzare quanto privo di valore fosse l'accordo che era stato stilato e fece marcia indietro dichiarando che le sue conquiste erano prive di fondamenti legali e Giacomo non prese immediate misure contro di lui.

## Padre contro figlio
A metà del decennio del 1470 Edoardo si stava preparando ad una guerra contro la Francia e rese del tutto chiari i termini del defunto Trattato di Westminster, di quasi dieci anni prima, ansioso com'era di preservare i propri rapporti con la Scozia. John venne convocato dal Parlamento per rispondere del proprio tradimento e quando non si presentò venne dichiarato contumace e privo di alleati sia interni che esterni le sue probabilità di riconciliarsi con il re erano davvero minime in quell'estate del 1476. Considerando la gravità del suo tradimento egli venne trattato con relativa pietà, perse il contado di Ross, il dominio di Skye, Knapdale e Kintyre anche se gli vennero lasciate le Ebridi, quanto al titolo di Signore delle Isole Giacomo decise che da quel momento sarebbe stato assegnato dalla corona e John lo perse.
Tuttavia, John perse molto di più di titoli e corona, perse il prestigio fra i propri familiari e sudditi, la Signoria delle isole era sempre dipesa dall'espansione territoriale che dava vita al valore militare a lei intrinseco, ma ora che questo valore si andava accartocciando ogni tensione venne fuori e si catalizzarono tutte nella persona di Aonghas Og. Secondo alcune fonti Aonghas cacciò il padre dalla propria casa e dai propri territori costringendolo a cercare riparo su una vecchia barca e dando il via ad un'amara guerra civile. Con il tempo John mise insieme un esercito e lo diresse contro suo figlio e la sua flotta di galee si scontrò con quelle di Aonghas in una data imprecisata fra il 1480 e il 1483 in una zona entro i confini dell'isola di Mull che divenne nota come Bloody Bay nome che prese anche la battaglia che vide Aonghas come vincitore. Aonghas divenne, quindi, capo del Clan Donald fino alla morte avvenuta nel 1490.

## La fine
Quel che fu di John dopo la disfatta di Bloody Bay non è chiaro, probabilmente scelse di ritirarsi a vita privata. Gli Annali dei Quattro Maestri narrano della morte di Aonghas per mano di Diarmait MacCairbre (morto nel 1490) e in quel periodo John riemerge dall'ombra sotto la tutela del nipote Alexander di Lochalsh che tentò inutilmente di riappropriarsi del contado di Ross. A quel punto John esce veramente di scena, nel 1493 Giacomo IV di Scozia decise di porre fine all'indipendenza del Regno delle Isole e John pare si sia ritirato definitivamente a vita privata.
Morì nel 1503 a Dundee.